# آرنو (ویرجینیا)
آرنو (به انگلیسی: Arno) یک منطقهٔ مسکونی در ایالات متحده آمریکا است که در شهرستان ویس، ویرجینیا واقع شده است. آرنو ۵۴۵٫۹ متر بالاتر از سطح دریا واقع شده است.